# 北海道道299号上富良野停車場線
北海道道299号上富良野停車場線（ほっかいどうどう299ごう かみふらのていしゃじょうせん）は、北海道空知郡上富良野町内を結ぶ一般道道（北海道道）である。

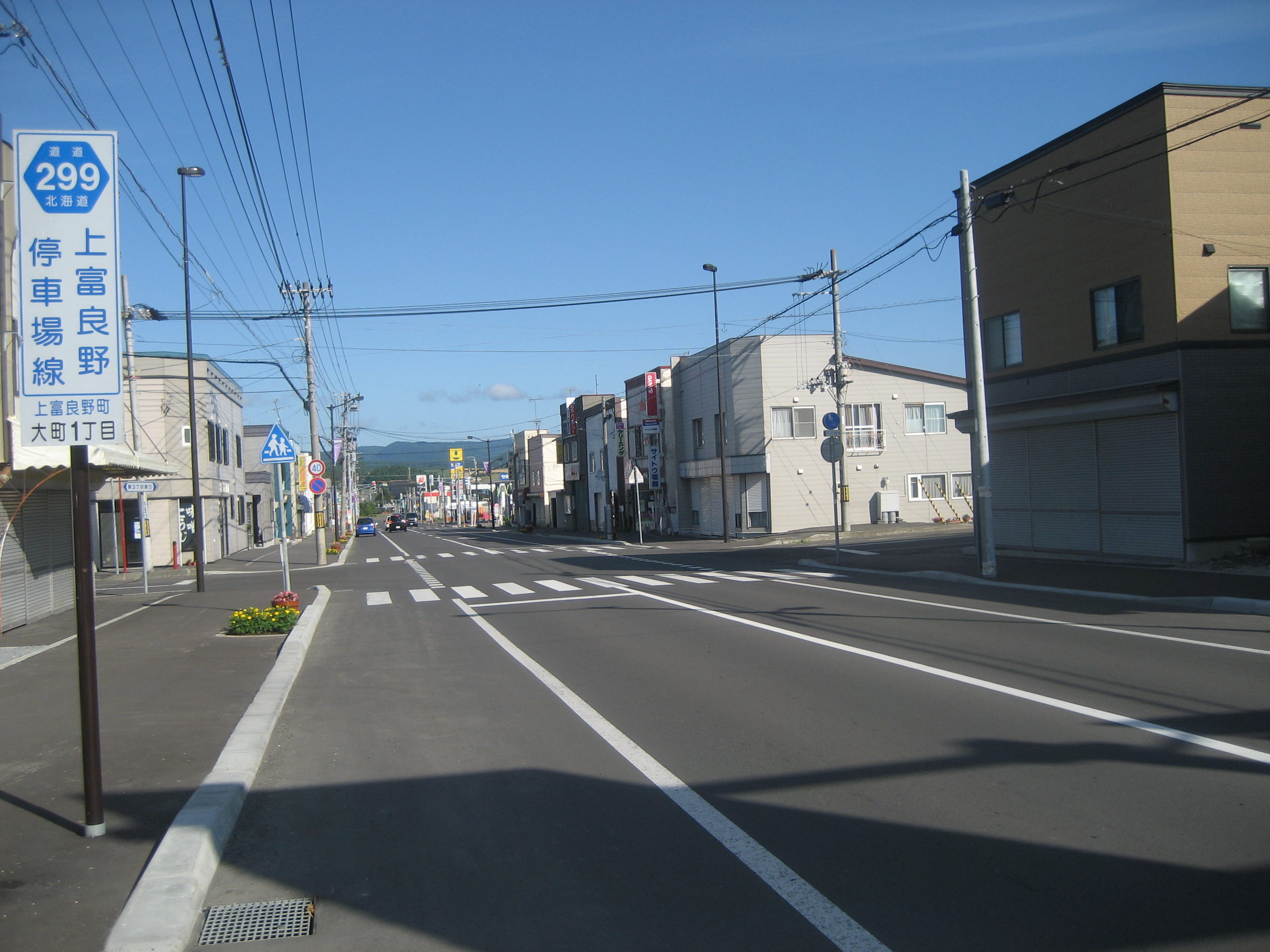
上富良野町大町１丁目付近

## 概要
中町二丁目と終点の東1線北23号との間は国道237号旧道である。

### 路線データ
- 起点 : 北海道空知郡上富良野町中町一丁目（JR北海道 富良野線 上富良野駅）
- 終点 : 北海道空知郡上富良野町東1線北23号（国道237号交点）
- 路線延長 : 2.1 km[要出典]

## 歴史
- 1957年（昭和32年）7月25日 - 253号として路線認定[1]。
- 1994年（平成6年）10月1日 - 路線番号を299号に変更[2]。

この路線の前身は、1944年（昭和19年）11月25日に認定された準地方費道155号旭中上富良野停車場線の一部である。

## 路線状況

### 重複区間
- 上富良野町中町一丁目 - 中町二丁目（北海道道291号吹上上富良野線）
- 上富良野町中町二丁目 - 宮町一丁目（北海道道298号上富良野旭中富良野線）

## 地理

### 通過する自治体
- 上川総合振興局
  - 空知郡上富良野町

### 交差する道路
上富良野町
- 北海道道291号吹上上富良野線 - 中町一丁目、中町二丁目（重複）
- 北海道道298号上富良野旭中富良野線 - 中町二丁目、宮町一丁目（重複）
- 北海道道581号留辺蘂上富良野線 - 中町二丁目
- 国道237号 - 東1線北23号（終点）

### 沿線にある施設など
上富良野町
- JR北海道 富良野線 上富良野駅 - 中町1丁目1
- 旭川信用金庫上富良野支店 - 中町2丁目1-11
- ローソン上富良野店 - 中町2丁目2-33
- 空知商工信用組合上富良野出張所 - 錦町2丁目4-9
- 上富良野町郷土館 - 富町1丁目3-30
- 上富良野郵便局＝大町1丁目1-2
- セイコーマート上富良野店 - 南町2丁目
- 陸上自衛隊上富良野駐屯地 - 南町4丁目
- ローソン上富良野大町店 - 大町5丁目942-17